# Список держав та залежних територій Південної Америки

Південна Америка на земній кулі

Південна Америка — материк у західній півкулі, частина Америки. Площа Південної Америки становить понад 17 млн км², населення — понад 370 млн осіб.
На території Південної Америки розташовані 12 незалежних держав та 3 залежні території. 10 з 12 південноамериканських країн мають вихід до вод світового океану, ще 2 країни лежать в середині материка.
Найбільшою та найменшою за площею та населенням державою регіону є відповідно Бразилія і Суринам.
За формою державного устрою більшість країн (7) є унітарними державами, 3 країни є федеративними. За формою правління майже усі південноамериканські держави є президентськими республіками; єдиною республікою змішаного типу є Гаяна.

## Пояснення до списку
Країни в списку згруповані за алфавітом.
Кольорами позначені:

## Незалежні держави
| Прапор | Мапа | Назва офіційна назва                          | Назва державною мовою                                                                 | Форма правління | Валюта                 | Столиця      | Площа     | Населення   |
| ------ | ---- | --------------------------------------------- | ------------------------------------------------------------------------------------- | --------------- | ---------------------- | ------------ | --------- | ----------- |
|        |      | Аргентина Аргентинська Республіка             | ісп. Argentina (República Argentina)                                                  | Республіка      | Аргентинський песо     | Буенос-Айрес | 2 780 400 | 42 192 494  |
|        |      | Болівія Багатонаціональна Держава Болівія     | ісп. Bolivia (Estado Plurinacional de Bolivia)                                        | Республіка      | Болівіано              | Сукре        | 1 098 581 | 10 290 003  |
|        |      | Бразилія Федеративна Республіка Бразилія      | порт. Brasil (República Federativa do Brasil)                                         | Республіка      | Бразильський реал      | Бразиліа     | 8 514 877 | 199 321 413 |
|        |      | Венесуела Боліваріанська Республіка Венесуела | ісп. Venezuela МФА: [be̞ne̞ˈswe̞la] Бенесве́ла, «мала Венеція»                            | Республіка      | Венесуельський болівар | Каракас      | 916 445   | 29 275 000  |
|        |      | Гаяна Кооперативна Республіка Гаяна           | англ. Guyana (Co-operative Republic of Guyana)                                        | Республіка      | Гаянський долар        | Джорджтаун   | 214 969   | 741 908     |
|        |      | Еквадор Республіка Еквадор                    | ісп. Ecuador (República del Ecuador)                                                  | Республіка      | Долар США              | Кіто         | 283 561   | 15 223 680  |
|        |      | Колумбія Республіка Колумбія                  | ісп. Colombia (República de Colombia)                                                 | Республіка      | Колумбійське песо      | Богота       | 1 138 910 | 45 239 079  |
|        |      | Парагвай Республіка Парагвай                  | ісп. Paraguay (República del Paraguay) (гуар.) (Tetã Paraguái)                        | Республіка      | Парагвайський гуарані  | Асунсьйон    | 406 752   | 6 541 591   |
|        |      | Перу Республіка Перу                          | ісп. Perú (República del Perú) кеч. Piruw (Piruw Mama Llaqta) айм. Piruw (Piruw Suyu) | Республіка      | Новий перуанський соль | Ліма         | 1 285 216 | 29 549 517  |
|        |      | Суринам Республіка Суринам                    | нід. Suriname (Republiek Suriname)                                                    | Республіка      | Суринамський долар     | Парамарибо   | 163 820   | 560 157     |
|        |      | Уругвай Східна Республіка Уругвай             | ісп. Uruguay (República Oriental del Uruguay)                                         | Республіка      | Уругвайський песо      | Монтевідео   | 176 215   | 3 316 328   |
|        |      | Чилі Республіка Чилі                          | ісп. Chile (República de Chile)                                                       | Республіка      | Чилійський песо        | Сантьяго     | 756 102   | 17 067 369  |

## Залежні території
| Прапорець | Мапа | Назва офіційна назва                             | Назва державною мовою                              | Приналежність   | Валютами розрахувуються | Столиця     | Площа  | Населення |
| --------- | ---- | ------------------------------------------------ | -------------------------------------------------- | --------------- | ----------------------- | ----------- | ------ | --------- |
|           |      | Фолклендські острови                             | ісп. Falkland Islands                              | Велика Британія | Фолклендський фунт      | Порт-Стенлі | 12 173 | 3 140     |
|           |      | Французька Гвіана                                | фр. Guyane (Guyane Française)                      | Франція         | Євро                    | Каєнна      | 83 354 | 217 000   |
|           |      | Південна Джорджія та Південні Сандвічеві острови | англ. South Georgia and the South Sandwich Islands | Велика Британія | Фунт стерлінгів         | Грютвікен   | 3 903  | 20        |